# Josefa Celsa Señaris
Josefa Celsa Señaris (né en 1965) est une herpétologiste vénézuelienne.
Elle dirige le Museo de Historia Natural La Salle de Caracas.

## Taxons nommés en son honneur
- Tepuihyla celsae Mijares-Urrutia, Manzanilla & La Marca, 1999
- Celsiella Guayasamin, Castroviejo-Fisher, Trueb, Ayarzagüena, Rada & Vilà, 2009

## Taxons décrits
- Arthrosaura testigensis Gorzula & Señaris, 1999
- Celsiella vozmedianoi (Ayarzagüena & Señaris, 1997)
- Cercosaura nigroventris (Gorzula & Señaris, 1999)
- Hyalinobatrachium guairarepanense Señaris, 2001
- Hyalinobatrachium mondolfii Señaris & Ayarzagüena, 2001
- Hypsiboas jimenezi Señaris & Ayarzagüena, 2006
- Hypsiboas rhythmicus (Señaris & Ayarzagüena, 2002)
- Metaphryniscus Señaris, Ayarzagüena & Gorzula, 1994
- Metaphryniscus sosai Señaris, Ayarzagüena & Gorzula, 1994
- Myersiohyla aromatica (Ayarzagüena & Señaris, 1994)
- Myersiohyla inparquesi (Ayarzagüena & Señaris, 1994)
- Oreophrynella cryptica Señaris, 1995
- Oreophrynella nigra Señaris, Ayarzagüena & Gorzula, 1994
- Oreophrynella vasquezi Señaris, Ayarzagüena & Gorzula, 1994
- Oreophrynella weiassipuensis Señaris, Nascimento & Villarreal, 2005
- Riolama uzzelli Molina & Señaris, 2003
- Stefania oculosa Señaris, Ayarzagüena & Gorzula, 1997
- Stefania percristata Señaris, Ayarzagüena & Gorzula, 1997
- Stefania riveroi Señaris, Ayarzagüena & Gorzula, 1997
- Stefania satelles Señaris, Ayarzagüena & Gorzula, 1997
- Stefania schuberti Señaris, Ayarzagüena & Gorzula, 1997
- Tepuihyla aecii Ayarzagüena, Señaris & Gorzula, 1993
- Tepuihyla Ayarzagüena, Señaris & Gorzula, 1993
- Tepuihyla edelcae (Ayarzagüena, Señaris & Gorzula, 1993)
- Tepuihyla galani Ayarzagüena, Señaris & Gorzula, 1993
- Tepuihyla luteolabris Ayarzagüena, Señaris & Gorzula, 1993
- Tepuihyla rimarum Ayarzagüena, Señaris & Gorzula, 1993
- Vitreorana castroviejoi (Ayarzagüena & Señaris, 1997)

Señaris est l’abréviation habituelle de Josefa Celsa Señaris en zoologie.

Consulter la liste des abréviations d'auteur en zoologie ou la liste des taxons zoologiques assignés à cet auteur par ZooBank